# Armada Nacional de Argelia
La Armada Nacional de Argelia (en árabe: القوات البحرية الجزائرية) es la rama naval del Ejército Nacional Popular de Argelia (ENPA). La fuerza naval opera desde múltiples bases navales ubicadas a lo largo de los casi 1.440km (894millas) de la costa del país, cumpliendo su función principal de monitorear y defender las aguas territoriales de Argelia contra cualquier incursión militar extranjera. Las misiones adicionales incluyen misiones de guardia costera y seguridad marítima, así como proyección de la fuerza marítima con los fusileros marinos. Las fuerzas navales argelinas son una fuerza importante en el Mar Mediterráneo. 
Al igual que con otras ramas militares argelinas, la fuerza naval se construyó y estructuró con la asistencia de la Unión Soviética durante la Guerra Fría, pero también dependía de otras fuentes para obtener equipos en algunas áreas. Desde el final de la Guerra Fría,Rusiaha sido un socio importante, pero la nación de Argelia ha buscado cada vez más fuentes adicionales de equipos, además de construir su propia capacidad de construcción naval.

## Graduación militar

### Almirantes
| Grado militar     | Insignia | Rangos OTAN |
| ----------------- | -------- | ----------- |
| Almirante general |          | OF-9        |
| Almirante         |          | OF-8        |
| Vicealmirante     |          | OF-7        |
| Contraalmirante   |          | OF-6        |

### Oficiales y cadetes
| Grado militar       | Insignia | Rangos OTAN |
| ------------------- | -------- | ----------- |
| Capitán de navío    |          | OF-5        |
| Capitán de fragata  |          | OF-4        |
| Capitán de corbeta  |          | OF-3        |
| Teniente de navío   |          | OF-2        |
| Teniente de fragata |          | OF-2        |
| Alférez de navío    |          | OF-1        |
| Alférez de fragata  |          | OF-1        |
| Aspirante a oficial |          | OF-D        |
| Cadete              |          | OF-D        |

### Suboficiales y tropa
| Grado militar    | Insignia | Rangos OTAN |
| ---------------- | -------- | ----------- |
| Subteniente      |          | OR-7        |
| Brigada          |          | OR-6        |
| Sargento primero |          | OR-5        |
| Sargento         |          | OR-4        |
| Cabo primero     |          | OR-3        |
| Cabo             |          | OR-2        |
| Marino           |          | OR-1        |

## Bases navales
Sus principales bases navales se encuentran en Argel, Annaba, Mazalquivir, Orán, Jijel y Tamentfoust. Mazalquivir alberga las instalaciones de construcción naval donde se han construido varios barcos argelinos. La academia naval de Argelia en Tamentfoust ofrece una formación de oficiales equivalente a la de las academias del Ejército y la Fuerza Aérea Argelina. La fuerza naval también opera una escuela de formación técnica para su personal en Tamentfoust.

## Infantería naval
Los Regimientos de Fusileros Marinos (enárabe argelino:الفوج الأول للرماة البحرين) son regimientos de infantería de marina de la Armada Nacional de Argelia. El Regimiento de acción especial de la marina (RAEM) (en árabe argelino: الفوج العمل الخاص للبحرية) también conocido como "Comandos de la Marina" (en árabe argelino: مغاوير البحرية) (transliterado: Maghawir albahria), es un regimiento de las fuerzas especiales de la Armada Nacional de Argelia.

## Equipamiento

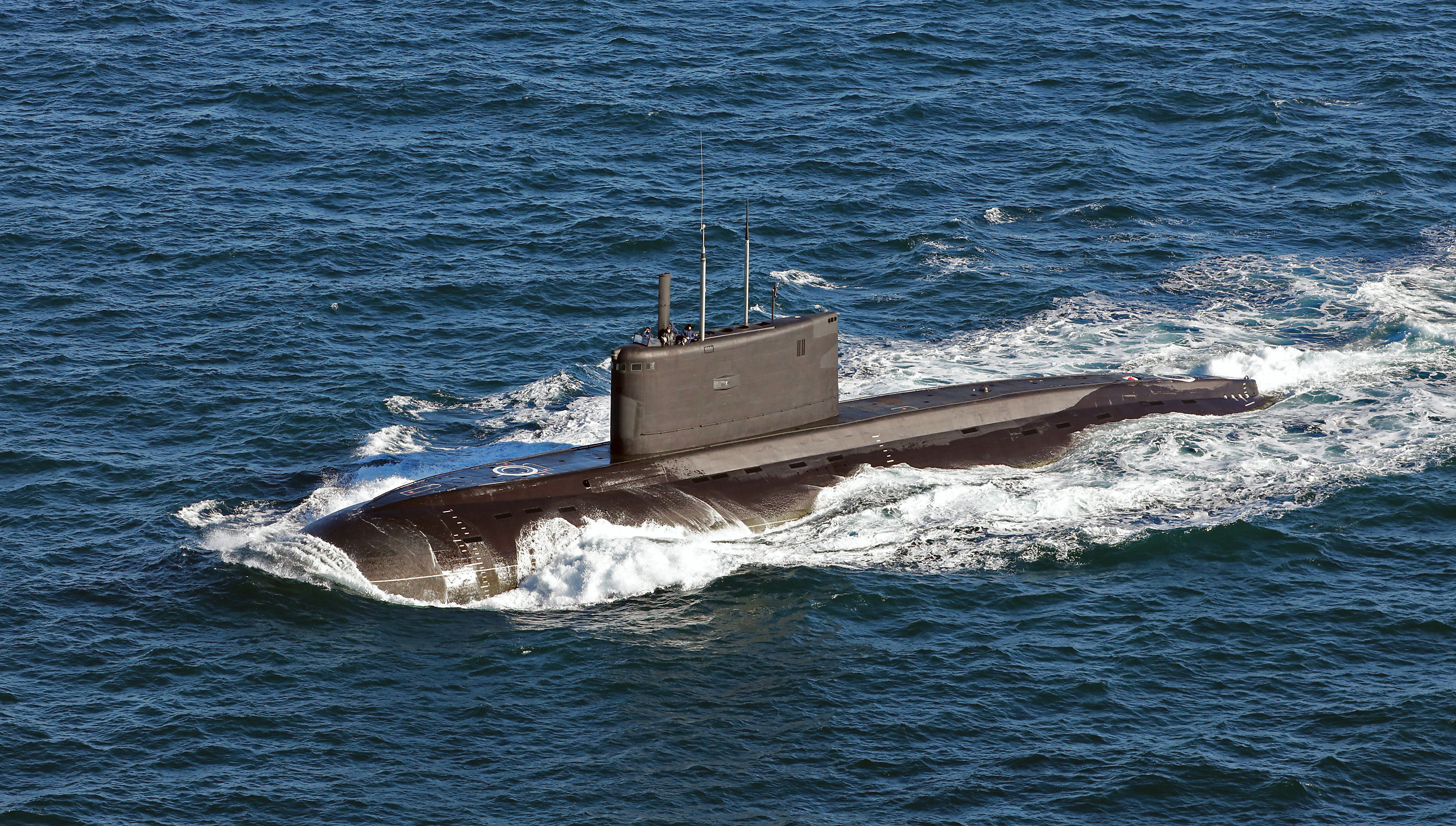
Submarino Ouarsenis de la Clase Kilo.

La mayor parte de la fuerza naval de Argelia todavía se basa en diseños de la Guerra Fría, aunque se está trabajando tanto para adquirir nuevas plataformas como para modernizar el equipo existente. La flota de superficie está equipada con una combinación de barcos más pequeños que se adaptan bien al trabajo de patrullaje costero y de la Zona económica exclusiva (ZEE).La flota está liderada por tresfragatas de la clase Konique se han actualizado con sistemas más modernos. Estos se complementarán en los próximos años con un par de fragatasMEKO A-200que representarán el equipo más moderno de la fuerza naval cuando entren en servicio, además, Argelia firmó un contrato con la empresa comercial de construcción naval China Shipbuilding Trading Company, para la construcción de tres fragatas ligeras de unas 2.800 toneladas a plena carga. Una combinación de seis corbetas y patrulleras en alta mar complementan las fragatas, mientras que una gran cantidad de embarcaciones más pequeñas cumplen la función de patrulla costera. Argelia había mantenido una flota relativamente grande de lanchas lanzamisiles de la clase Osa al final de la Guerra Fría, pero es cuestionable si alguno de estos sigue en uso operativo. 
Argelia ha tenido una pequeña presencia de submarinos en el Mediterráneo con un par de submarinos de patrulla de la clase Kilo, aunque la reciente adquisición de cuatro barcos mejorados adicionales ampliará esta presencia de manera significativa. Su capacidad de guerra anfibia se ha limitado tradicionalmente a un pequeño grupo de barcos de desembarco militar, esencialmente para funciones de transporte costero. Esta capacidad se mejorará en gran medida con la adquisición planificada de un muelle de transporte anfibio capaz de soportar operaciones más sólidas. En el área de apoyo civil, la compra de remolcadores de rescate marítimo marcará la primera capacidad de una nación africana para brindar servicios valiosos a los operadores económicos y comerciales en el Mediterráneo occidental. 
El Ejército argelino ha mantenido durante mucho tiempo un fuerte velo de secreto sobre su organización y equipo, lo que dificulta determinar la contabilidad exacta de los buques operativos. La inteligencia militar de fuentes abiertas (OSINT), varía ampliamente en sus informes sobre varios aspectos del equipo argelino. La armada argelina cuenta con submarinos, buques de guerra anfibia, barcos de superficie, buques auxiliares y aeronaves militares. 
Los marineros argelinos llevan a cabo operaciones de interdicción marítima, y la fuerza naval se está actualizando actualmente con los siguientes desarrollos tecnológicos, las unidades existentes se están modernizando y la fuerza submarina se ha fortalecido con dos nuevos submarinos de la clase Kilo. La Armada de Argelia dispone de misiles antibuque y misiles tierra-aire (SAM).

## Flota

### Submarinos
| Clase      | Imagen     | Origen          | Unidades   | Año Comisionado | Notas |
| Submarinos | Submarinos | Submarinos      | Submarinos | Submarinos      | Submarinos |
| ---------- | ---------- | --------------- | ---------- | --------------- | --- |
| Clase Kilo |            | Rusia           | 4          | 2010–2019       | Dos submarinos en servicio desde 2010. Dos submarinos fueron encargados a principios de 2019.                                                                                               |
| Clase Kilo |            | Unión Soviética | 2          | 1987–1988       | Dos submarinos originales de la clase Kilo en servicio, entregados en 1987 y 1988. Reacondicionados y mejorados en 1993 y 1996, dos más en orden para ser entregados a mediados de 2021/22. |

### Buques de superficie
| Fragata MEKO A200                              |          | Alemania        | 2  | 3.700 toneladas | 2016-2018 | Dos en servicio (Erradii (910) y El Moudamir (911)) con opción para dos más.                                                  |
| Fragata clase Koni                             |          | Unión Soviética | 3  | 2.000 toneladas | 1985      | Modernizado en Rusia en 2011.                                                                                                 |
| Corbetas                                       |          |                 |    |                 |           | |
| Corbeta clase Adhafer                          | El Kirch | China           | 3  | 2.880 toneladas | 2015–2016 | Armado con un cañón principal NG-16-1 de 76mm, 2 cañones CIWS Tipo 730 de 30mm, 2 lanzadores de misiles C-802.                |
| Corbeta clase Nanuchka                         |          | Unión Soviética | 3  | 660 toneladas   | 1982      | En servicio, construidas por los Astilleros JSC Vympel, en Rýbinsk, modernizadas en 2012.                                     |
| Corbeta clase Djebel Chenoua                   |          | Argelia         | 4  | 540 toneladas   | 2002      | Construido por OMCN / CNE en Mazalquivir, Argelia. Armado con cuatro C802ASM y AK630 CIWS.                                    |
| Corbeta clase 056                              |          | China           | 6  | 1.500 toneladas | 2022      | Se han pedido seis corbetas de clase Tipo 056 modificadas.                                                                    |
| Corbeta clase Steregushchiy                    |          | Rusia           | 3  | 1.800 toneladas | 2022      | Fueron pedidas tres corbetas de la clase Steregushchiy en el marco del proyecto 20380, las corbetas fueron recibidas en 2022. |
| Muelle de transporte anfibio                   |          |                 |    |                 |           | |
| Muelle de transporte anfibio Kalaat Béni Abbès |          | Italia          | 1  | 9.000 toneladas | 2015      | Muelle de transporte anfibio clase San Giorgio mejorado, pedido en 2011, recibido en 2015 (+1 en opción).                     |
| Buques de asalto anfibio                       |          |                 |    |                 |           | |
| Buque de asalto anfibio Kalaat Beni Hammed     |          | Reino Unido     | 2  | 2.450 toneladas | 1984      | |
| Lancha de desembarco                           |          |                 |    |                 |           | |
| Lancha de desembarco clase Polnocny            |          | Polonia         | 1  | 834toneladas    |           | Construida en los astilleros de Gdansk y Gdynia, en Polonia.                                                                  |
| Buques dragaminas                              |          |                 |    |                 |           | |
| Dragaminas clase Lerici                        |          | Italia          | 3  | 600 toneladas   | 2016–2021 | El astillero italiano Intermarine entrega el buque dragaminas El Kasseh-2 a la Armada de Argelia.                             |
| Barcos lanzamisiles                            |          |                 |    |                 |           | |
| Barco lanzamisiles clase Osa-II                |          | Unión Soviética | 8  | 235 toneladas   | 1978      | |
| Buques patrulleros                             |          |                 |    |                 |           | |
| Buque patrullero clase Kebir                   |          | Reino Unido     | 14 | 250 toneladas   | 1982      | Las dos primeras unidades construidas por Brooke Marine.                                                                      |
| Buque patrullero clase Ocea FPB-72             |          | Francia         | 31 | 120 toneladas   | 2008-2021 | Construido por los astilleros "Ocea" en Francia.                                                                              |

### Buques de apoyo
| Clase                               | Imagen                   | Origen                   | Desplazamiento           | Año Comisionado          | Notas                                                                     |
| Barcos de reconocimiento            | Barcos de reconocimiento | Barcos de reconocimiento | Barcos de reconocimiento | Barcos de reconocimiento | Barcos de reconocimiento                                                  |
| ----------------------------------- | ------------------------ | ------------------------ | ------------------------ | ------------------------ | ------------------------------------------------------------------------- |
| El Idrissi                          |                          | Japón                    | 540 toneladas            | 1980                     | Construido por Matsukara Zosen en Hirao, Japón.                           |
| OSV-95                              |                          | Francia                  |                          | 2021                     | Construido por los astilleros "Ocea" en Francia.                          |
| Barco de entrenamiento              |                          |                          |                          |                          |                                                                           |
| Soummam                             | Soummam                  | China                    | 5.500 toneladas          | 2006                     | 5.500 toneladas (carga completa).                                         |
| EL Mellah                           |                          | Polonia                  |                          | 2017                     | Un embarcación de vela de tres mástiles construida en Gdansk, en Polonia. |
| Remolcador oceánico                 |                          |                          |                          |                          |                                                                           |
| Clase El Mounjid                    |                          | Noruega                  | 3.200 toneladas          | 2012                     | Tipo UT 515 CD construido en Noruega.                                     |
| Embarcaciones de búsqueda y rescate |                          |                          |                          |                          |                                                                           |
| Clase Salvamar                      |                          | España Argelia           | 32,5 toneladas           | 2016                     | Producido localmente.                                                     |
| El Mourafik                         |                          | China                    | 600 toneladas            | 1990                     | Construido en China.                                                      |

### Aeronaves
| Aeronave             | Imagen       | Origen             | Tipo                                        | Unidades     |
| Helicópteros         | Helicópteros | Helicópteros       | Helicópteros                                | Helicópteros |
| -------------------- | ------------ | ------------------ | ------------------------------------------- | ------------ |
| Westland Super Lynx  |              | Reino Unido        | Guerra antisuperficie                       | 10           |
| AgustaWestland AW101 |              | Reino Unido Italia | Búsqueda y rescate / Helicóptero utilitario | 5            |
| AgustaWestland AW139 |              | Reino Unido Italia | Helicóptero utilitario                      | 3            |

## Misiles

### SAM
| Nombre   | Imagen | País de origen  | Alcance máximo | Tipo de misil          | Sistema de guiado                                     |
| -------- | ------ | --------------- | -------------- | ---------------------- | ----------------------------------------------------- |
| HQ-10    |        | China           | 9 km           | SAM de corto alcance   | Guiado por infrarrojosGuiado porradar                 |
| HQ-7     |        | China           | 15 km          | SAMde corto alcance    | GuiadoporinfrarrojosGuiado porradarGuiado por radio   |
| 9K33 Osa |        | Unión Soviética | 15 km          | SAMde corto alcance    | Guiado por radarGuiado por radio                      |
| Umkhonto |        | Sudáfrica       | 20 km          | SAMde corto alcance    | Guiado por infrarrojosDispara y olvida                |
| Aster    |        | Francia Italia  | 130 km         | ABMSAMde medio alcance | Guiado por radar activoSistema inercial de navegación |

### Misiles antibuque
| Nombre      | Imagen | País de origen  | Alcance máximo | Tipo de misil                                                                           | Sistema de guiado                                                                     |
| ----------- | ------ | --------------- | -------------- | --------------------------------------------------------------------------------------- | ------------------------------------------------------------------------------------- |
| P-15 Termit |        | Unión Soviética | 80 km          | Misil antibuque                                                                         | Guiado por infrarrojosGuiado por radarPiloto automáticoSistema de navegación inercial |
| Kh-31       |        | Unión Soviética | 110 km         | Misil aire-superficieMisil antibuqueMisil antirradiación                                | Guiado por radarSistema de navegación inercial                                        |
| Kh-59       |        | Rusia           | 115 km         | Misil antibuqueMisil aire-superficieMisil de crucero                                    | Guiado por radarGuiado por televisiónSistema de navegación inercial                   |
| YJ-83       |        | China           | 120 km         | Misil antibuque                                                                         | Guiado por radarSistema de navegación inercial                                        |
| Kh-35       |        | Unión Soviética | 130 km         | Misil antibuqueMisil superficie-superficie                                              | Guiado por radarSistema de navegación inercial                                        |
| RBS-15      |        | Suecia          | 200 km         | Misil aire-superficieMisil antibuqueMisil de ataque a tierraMisil superficie-superficie | Guiado por radarGuiado por satélite (GPS)Sistema de navegación inercial               |
| Kalibr      |        | Rusia           | 300 km         | Misil antibuqueMisil de crucero                                                         | Guiado por satélite (GLONASS)                                                         |

### Misiles antitanque
| Nombre | Imagen | País de origen | Alcance máximo | Tipo de misil                         | Sistema de guiado                |
| ------ | ------ | -------------- | -------------- | ------------------------------------- | -------------------------------- |
| Mokopa |        | Sudáfrica      | 10 km          | Misil aire-superficieMisil antitanque | Guiado por láserGuiado por radar |